# Uczeń szatana (film)
Uczeń szatana (tytuł oryg. Apt Pupil) – amerykańsko-kanadyjsko-francuski dreszczowiec filmowy z 1998 roku, powstały na podstawie opowiadania Stephena Kinga pt. Zdolny uczeń.

## Fabuła
Todd jest spokojnym, mającym pozytywne noty w szkole chłopakiem. Bardzo interesuje go II wojna światowa i zbrodnie hitlerowskie. Pewnego wieczoru, jadąc autobusem, zauważa samotnego starca. Po chwili zdaje sobie sprawę, że jest to poszukiwany od czasów wojny nazista.

## Obsada
- Brad Renfro – Todd Bowden
- Ian McKellen – Kurt Dussander
- Joshua Jackson – Joey
- Bruce Davison – Richard Bowden
- James Karen – Victor Bowden
- Marjorie Lovett – Agnes Bowden
- David Schwimmer – Edward French